# Iglesia de Santiago (Arlós)
El templo románico de Santiago de Arlós, en el concejo de Llanera (Principado de Asturias, España) datable en el siglo XIII, se localiza en un entorno natural de gran belleza y escasa alteración. Es un edificio de gran sencillez y estructural y volumétrica que emplea materiales pobres para su construcción, algo típico del románico rural asturiano. Tiene una sola nave con cabecera recta de tradición prerrománica y cuenta con excelentes muestras de decoración escultórica en la portada, arco de triunfo y ábside.

## Resumen histórico-artístico
El edificio se erige en un paraje de gran belleza, dentro de un entorno perfectamente integrado en el paisaje que no ha sufrido grandes alteraciones a lo largo del tiempo y conserva aún su medio ambiente caracterizado por su acentuado espíritu rural, manteniéndose la excelente calidad del emplazamiento, a la que se alude como una de las características del románico asturiano.
El templo se halla ubicado en uno de los ramales del Camino de Santiago que cruzaba desde Avilés hacia Las Regueras.
Es un edificio de gran sencillez estructural y volumétrica que emplea materiales pobres para su construcción, características que lo vinculan a la corriente del románico rural. Tiene una sola nave con cabecera recta de tradición prerrománica. La obra mantiene una unidad formal y cronológica en la lectura de sus elementos principales, portada, arco de triunfo y ábside, si bien existen otros elementos añadidos posteriormente como la espadaña, el coro, las sacristías, etc.
La iglesia fue donada por el obispo de Oviedo Martín II al monasterio de San Vicente de Oviedo el día 13 de abril del año 1151, lo que ha llevado a diversos autores a confirmar esta fecha como la de su construcción, dentro de la fase del románico pleno. Sin embargo la profesora Álvarez Martínez lo clasifica como obra arcaizante perteneciente a la decimotercera centuria, con influencia del estilo ovetense y parentesco en los detalles iconográficos representados en las iglesias de Serín (Gijón) y Valliniello (Avilés).
Destacan los capiteles y la decoración en las roscas de los arcos de la portada, del arco de triunfo y de la ventana absidial, por estar ejecutados con gran maestría y se relacionan con el taller ovetense. En ellos se describen, caballeros con halcones, pájaros afrontados, leones y abundante decoración fitomórfica, así como círculos, semicírculos y dientes de sierra, creando un espacio decorativo recargado. Conserva parte de los canecillos originales situados en la cabecera.
Por el contrario los de la nave han desaparecido como consecuencia de las reformas llevadas a cabo en la segunda mitad del siglo XIX, en las que se ha rebajado la altura de los muros laterales.
En los Libros de Fábrica se recogen arreglos reformas y añadidos llevados a cabo desde inicios del siglo XVIII hasta principios del siglo XX. Destaca la anotación efectuada en 1882 en la que se solicita al Ministerio de Gracia y Justicia permiso para la construcción de una nueva iglesia. En 1887 se efectúan reformas, quizás las más significativas desde su construcción, especialmente en la nave y que aparecen anotadas bajo el epígrafe: Reedificación y ensanche de la iglesia. En 1895 continúan las obras con el embaldosado de la iglesia. En 1902 se añade una sacristía en el muro sur de la cabecera. Las últimas obras se efectuaron en 1999 para solucionar problemas de humedades, separando los nichos del cementerio adosados al muro norte; también se abrió el muro oeste del cabildo que ocultaba la portada; se renovó la carga exterior y se retocó la cubierta.

## Galería

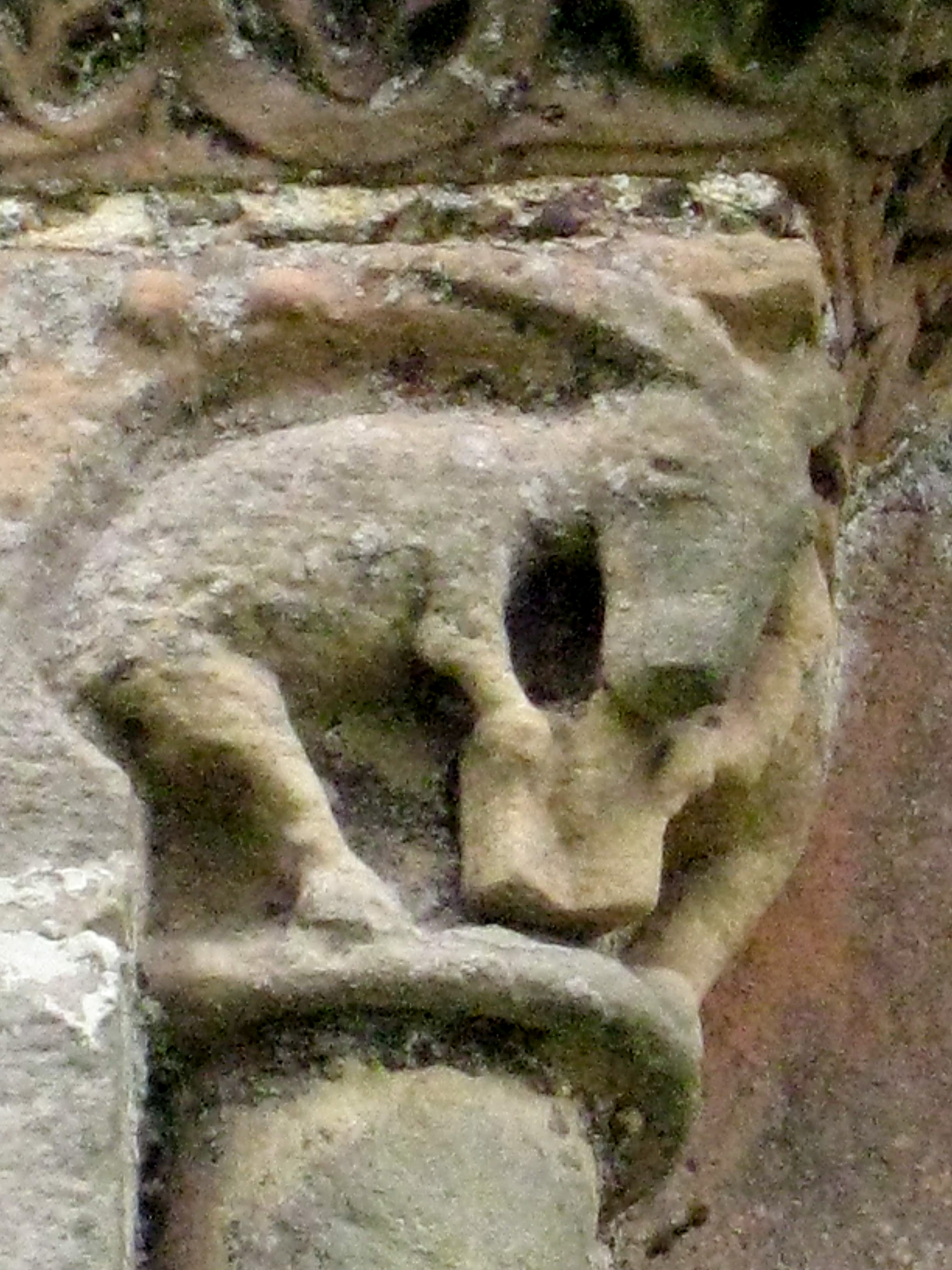
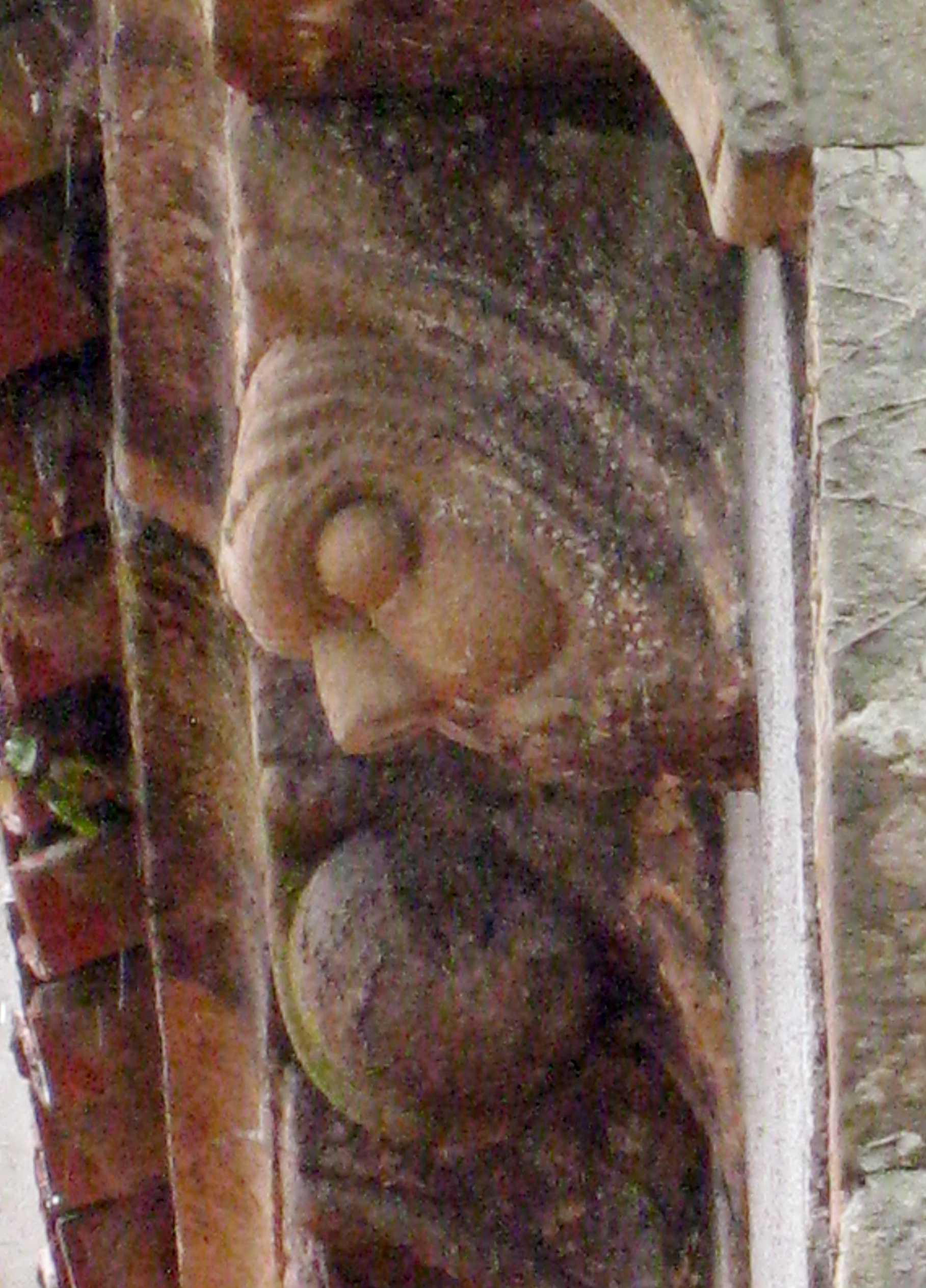
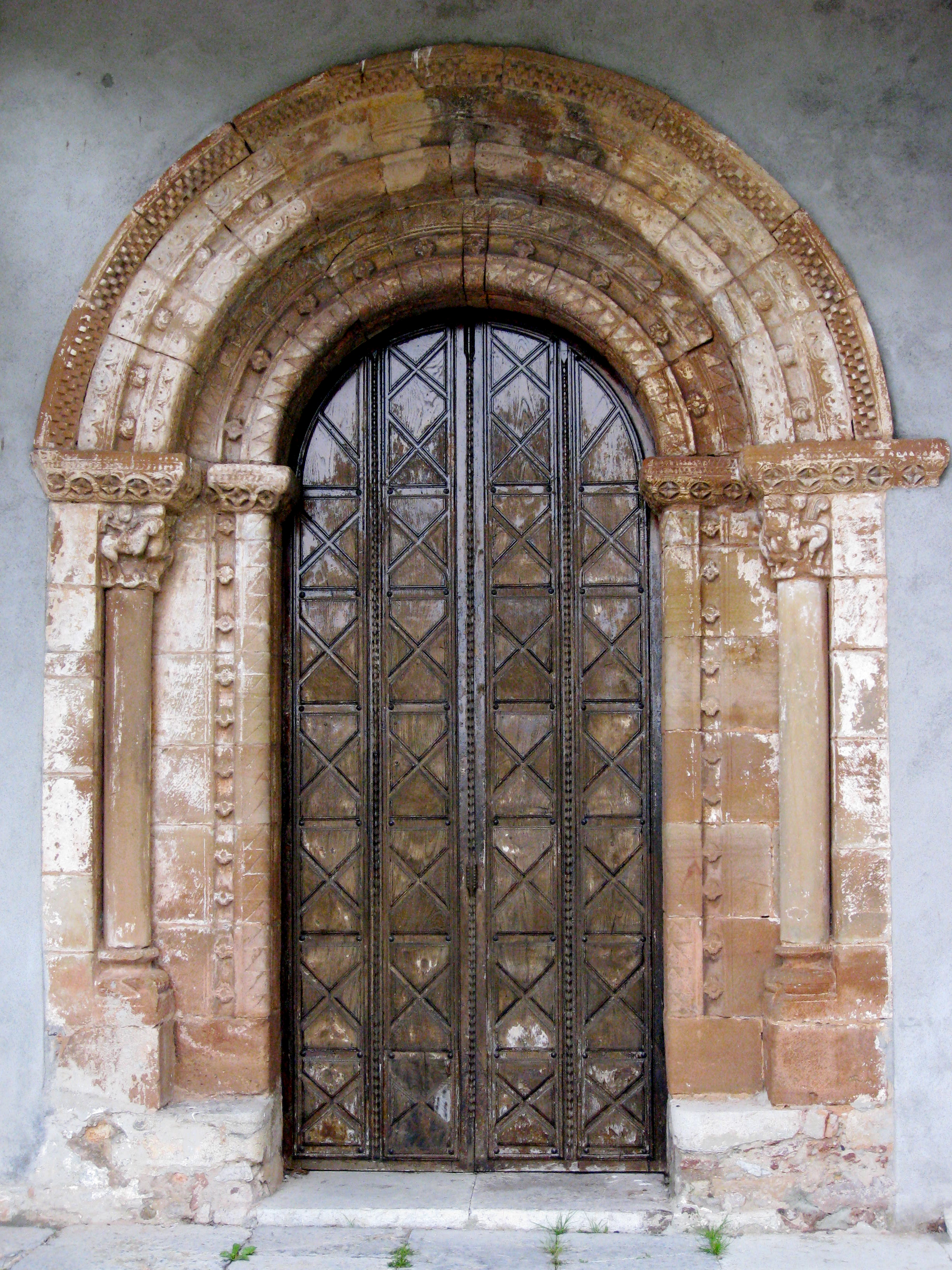
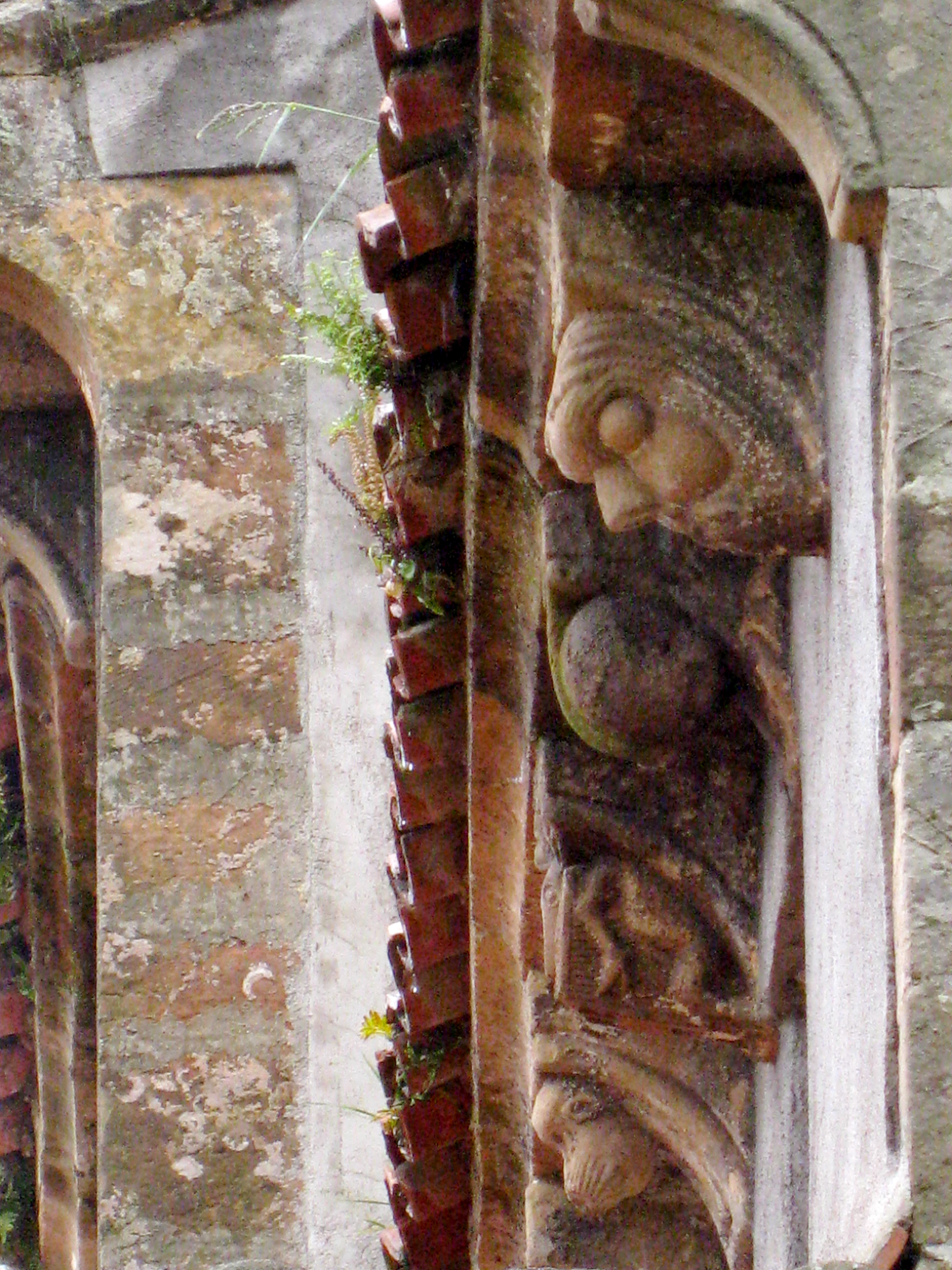
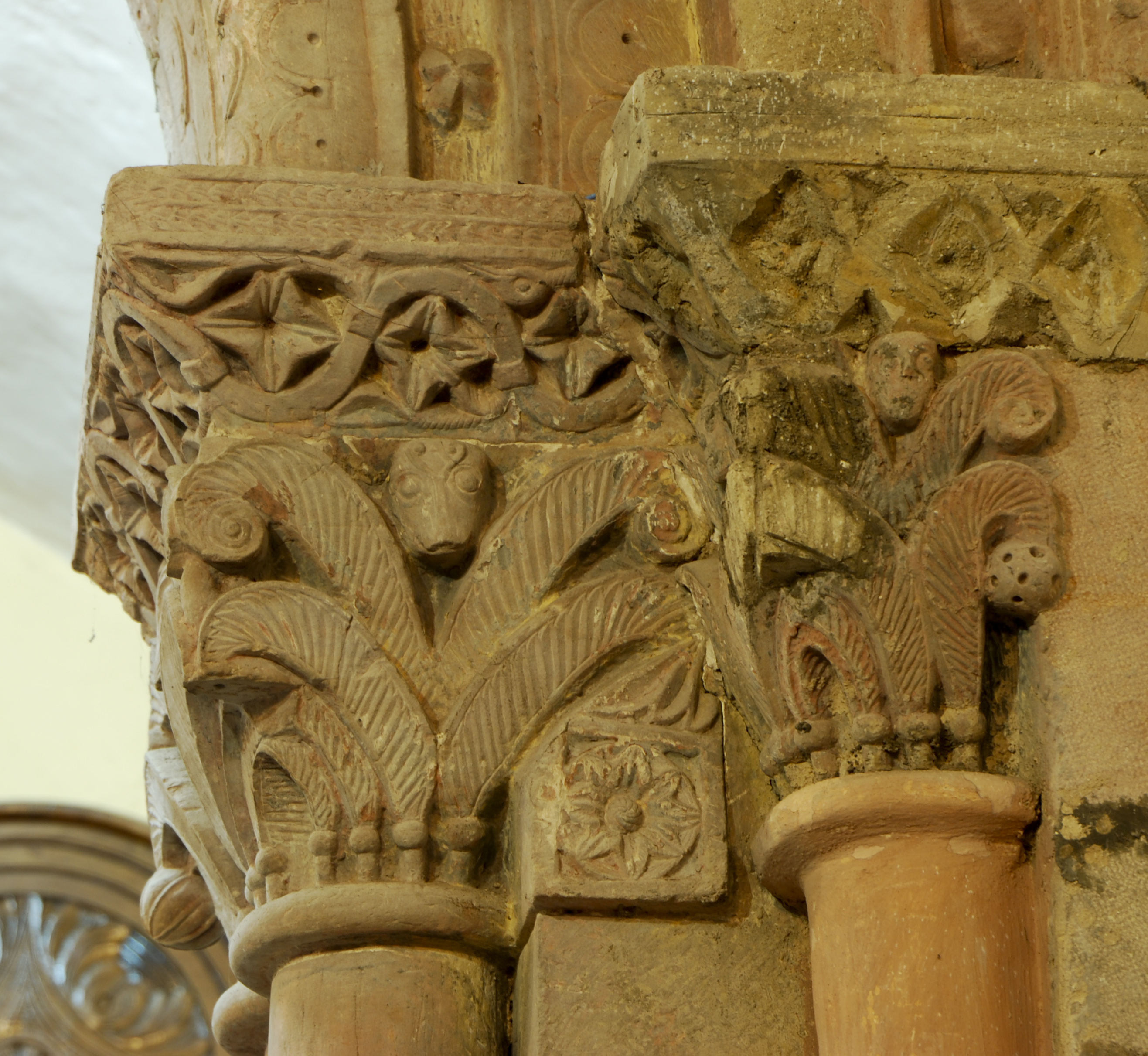